# Gorma Haraldsted
Gorma Augusta Julie Krogager (født Haraldsted 25. marts 1904 i København, død 19. oktober 1999) var en dansk skuespiller.
Oprindelig skuespiller på Det Ny Teater.
I 1933 mødte hun den nyuddannede pastor Eilif Krogager.
Parret blev hemmeligt gift den 26. februar 1944 i Brønshøj Kirke og hun flyttede ind på præstegården i Tjæreborg. Hun opgav skuespillerkarrieren.
Under besættelsen var hun som sin mand aktiv i modstandskampen.
Han flygtede til Sverige, og hun blev anholdt af tyskerne, og indsat i Vestre Fængsel.
Efter besættelsen oprettede Eilif Krogager Tjæreborg Rejser som de styrede sammen.